# ميخائيل ستانلي (لاعب اتحاد الرغبي)
ميخائيل ستانلي (بالإنجليزية: Michael Stanley)‏ هو لاعب اتحاد الرغبي نيوزيلندي، ولد في 29 ديسمبر 1989 في أوكلاند في نيوزيلندا.

## وصلات خارجية
- ميخائيل ستانلي عل موقع إسبنسكروم (الإنجليزية)
- ميخائيل ستانلي على موقع ItsRugby.co.uk (الإنجليزية)